# Chung kết Cúp AFC 2015
Chung kết AFC Cup 2015 là trận đấu cuối cùng của AFC Cup 2015, mùa giải thứ 12 của AFC Cup do Liên đoàn bóng đá châu Á (AFC) tổ chức cho những câu lạc bộ ở những "nước đang phát triển" tại Châu Á theo "Kế hoạch Tầm nhìn Châu Á".
Trận đấu là cuộc so tài giữa đội bóng Tajikistani Istiklol và đội bóng của Malaysia Johor Darul Ta'zim, được tổ chức tại Sân vận động Pamir ở Dushanbe vào ngày 31 tháng 10 năm 2015. Leandro Velázquez là người ghi bàn thắng duy nhất của trận đấu cho Johor Darul Ta'zim, giúp đội bóng này thắng tối thiểu 1-0 và giành chức vô địch đầu tiên trong lịch sử.

## Địa điểm thi đấu

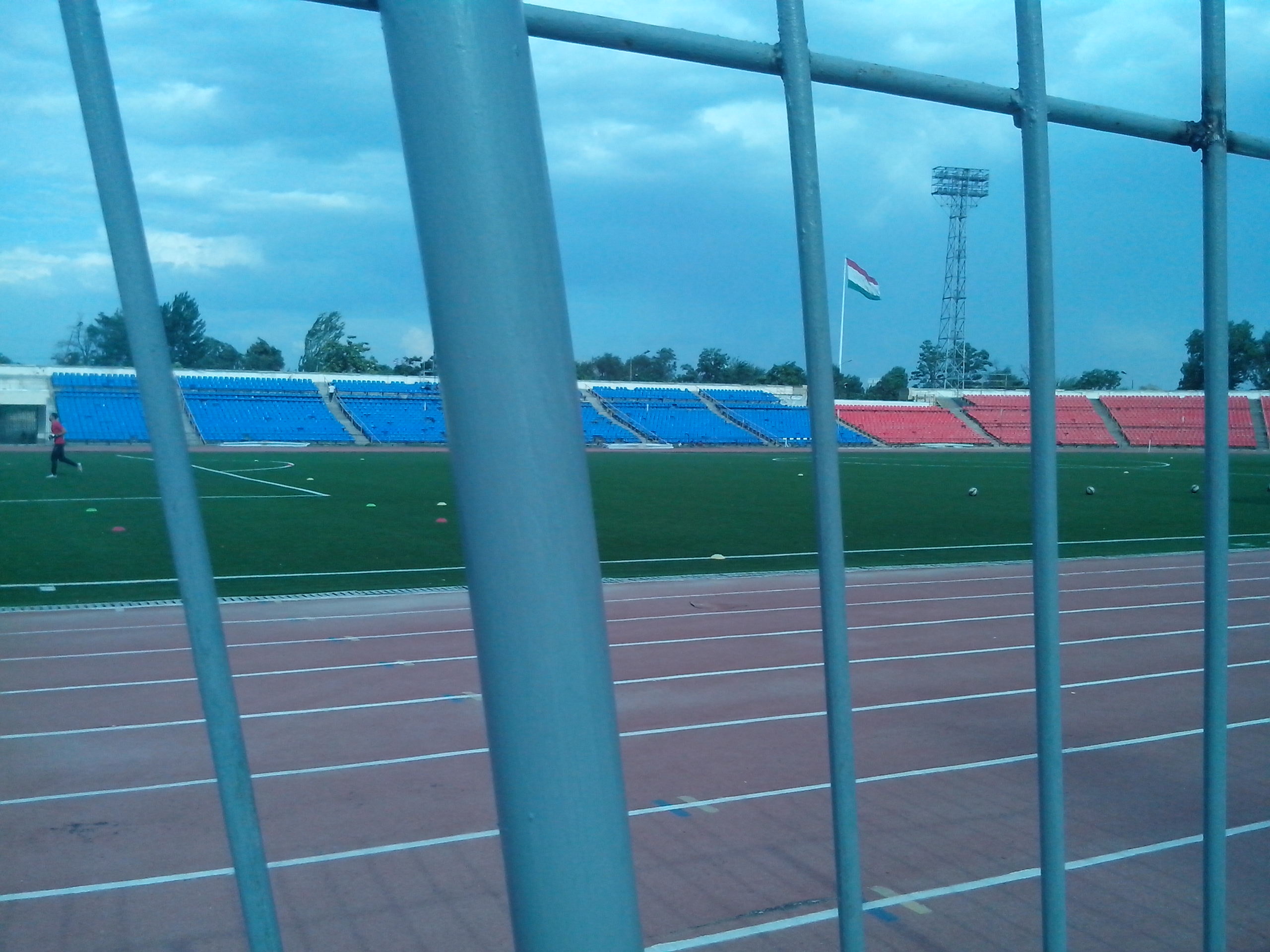
Sân vận động Pamir.

Sân vận động Pamir là một sân vận động đa dụng tại Dushanbe, Tajikistan. Đây là sân nhà của Istiklol và có sức chứa 24,000 khán giả.

## Thông tin trước trận đấu
Istiklol đủ điều kiện tham dự vòng bảng AFC Cup 2015 bởi họ là nhà vô địch Tajik League 2014 và Tajik Cup 2014. Đây cũng là lần đầu tiên họ góp mặt ở một sân chơi tầm cỡ châu lục.
Johor Darul Ta'zim đủ điều kiện tham dự vòng play-off AFC Champions League 2015 khi họ là nhà vô địch Malaysia Super League 2014, nhưng thất bại trong việc giành vé vớt góp mặt ở vòng bảng AFC Champions League và buộc phải xuống chơi tại AFC Cup.
Cả hai đội đều tiến tới trận chung kết AFC Cup lần đầu tiên, riêng Johor Darul Ta'zim còn là đội bóng Đông Nam Á đầu tiên từng lọt vào trận chung kết giải đấu này.

## Đường tới chung kết
Ghi chú: Trong tất cả kết quả dưới đây, tỉ số của mỗi đội xuất hiện trước (H: nhà; A: khách).
| Istiklol                                     | Istiklol                                     | Istiklol                                     | Istiklol                                     | Vòng đấu                | Johor Darul Ta'zim                           | Johor Darul Ta'zim                           | Johor Darul Ta'zim                           | Johor Darul Ta'zim                           |
| -------------------------------------------- | -------------------------------------------- | -------------------------------------------- | -------------------------------------------- | ----------------------- | -------------------------------------------- | -------------------------------------------- | -------------------------------------------- | -------------------------------------------- |
| AFC Cup                                      | AFC Cup                                      | AFC Cup                                      | AFC Cup                                      | Vòng play-off           | AFC Champions League                         | AFC Champions League                         | AFC Champions League                         | AFC Champions League                         |
| Đối thủ                                      | Kết quả                                      | Kết quả                                      | Kết quả                                      | Vòng play-off           | Đối thủ                                      | Kết quả                                      | Kết quả                                      | Kết quả                                      |
| Miễn thi đấu                                 | Miễn thi đấu                                 | Miễn thi đấu                                 | Miễn thi đấu                                 | Vòng 1                  | Bengaluru FC                                 | 2–1 (s.h.p.) (H)                             | 2–1 (s.h.p.) (H)                             | 2–1 (s.h.p.) (H)                             |
| Miễn thi đấu                                 | Miễn thi đấu                                 | Miễn thi đấu                                 | Miễn thi đấu                                 | Vòng 2                  | Bangkok Glass                                | 0–3 (A)                                      | 0–3 (A)                                      | 0–3 (A)                                      |
| AFC Cup                                      |                                              |                                              |                                              |                         |                                              |                                              |                                              |                                              |
| Đối thủ                                      | Kết quả                                      | Kết quả                                      | Kết quả                                      | Vòng bảng               | Đối thủ                                      | Kết quả                                      | Kết quả                                      | Kết quả                                      |
| Erbil                                        | 1–3 (H)                                      | 1–3 (H)                                      | 1–3 (H)                                      | Lượt trận 1             | East Bengal                                  | 4–1 (H)                                      | 4–1 (H)                                      | 4–1 (H)                                      |
| Ahal                                         | 2–1 (A)                                      | 2–1 (A)                                      | 2–1 (A)                                      | Lượt trận 2             | Balestier Khalsa                             | 1–0 (A)                                      | 1–0 (A)                                      | 1–0 (A)                                      |
| Al-Qadsia                                    | 2–2 (A)                                      | 2–2 (A)                                      | 2–2 (A)                                      | Lượt trận 3             | Kitchee                                      | 0–2 (A)                                      | 0–2 (A)                                      | 0–2 (A)                                      |
| Al-Qadsia                                    | 2–0 (H)                                      | 2–0 (H)                                      | 2–0 (H)                                      | Lượt trận 4             | Kitchee                                      | 2–0 (H)                                      | 2–0 (H)                                      | 2–0 (H)                                      |
| Erbil                                        | 0–0 (A)                                      | 0–0 (A)                                      | 0–0 (A)                                      | Lượt trận 5             | East Bengal                                  | 1–0 (A)                                      | 1–0 (A)                                      | 1–0 (A)                                      |
| Ahal                                         | 5–2 (H)                                      | 5–2 (H)                                      | 5–2 (H)                                      | Lượt trận 6             | Balestier Khalsa                             | 3–0 (H)                                      | 3–0 (H)                                      | 3–0 (H)                                      |
| Đứng đầu bảng C Bản mẫu:2015 AFC Cup Group C | Đứng đầu bảng C Bản mẫu:2015 AFC Cup Group C | Đứng đầu bảng C Bản mẫu:2015 AFC Cup Group C | Đứng đầu bảng C Bản mẫu:2015 AFC Cup Group C | Vị trí tại các bảng đấu | Đứng đầu bảng F Bản mẫu:2015 AFC Cup Group F | Đứng đầu bảng F Bản mẫu:2015 AFC Cup Group F | Đứng đầu bảng F Bản mẫu:2015 AFC Cup Group F | Đứng đầu bảng F Bản mẫu:2015 AFC Cup Group F |
| Đối thủ                                      | Tỉ số                                        | Hiệp 1                                       | Hiệp 2                                       | Đấu loại trực tiếp      | Đối thủ                                      | Tỉ số                                        | Hiệp 1                                       | Hiệp 2                                       |
| Al-Wahda                                     | 1–1 (s.h.p.) (4–2 p) (H) (trận duy nhất)     | 1–1 (s.h.p.) (4–2 p) (H) (trận duy nhất)     | 1–1 (s.h.p.) (4–2 p) (H) (trận duy nhất)     | Vòng 16 đội             | Ayeyawady United                             | 5–0 (H) (trận duy nhất)                      | 5–0 (H) (trận duy nhất)                      | 5–0 (H) (trận duy nhất)                      |
| Pahang                                       | 5–3                                          | 4–0 (H)                                      | 1–3 (A)                                      | Tứ kết                  | South China                                  | 4–2                                          | 1–1 (H)                                      | 3–1 (A)                                      |
| Al-Kuwait                                    | w/o                                          | 0–4 (K)                                      | Bị hoãn (N)                                  | Bán kết                 | Al-Qadsia                                    | w/o                                          | 1-3 (K)                                      | Bị hoãn (N)                                  |

## Kết quả chi tiết
| Istiklol | 0–1      | Johor Darul Ta'zim |
| -------- | -------- | ------------------ |
|          | Chi tiết | Velázquez 23'      |

| Istiklol | Johor Darul Ta'zim |

| TM              | 1  | Nikola Stošić         |     |     |
| HV              | 2  | Siyovush Asrori       | 77' |     |
| HV              | 11 | Dzhakhongir Dzhalilov |     |     |
| HV              | 15 | Petro Kovalchuk       |     |     |
| HV              | 22 | Mehdi Chahjouyi       |     |     |
| TV              | 8  | Nuriddin Davronov     |     |     |
| TV              | 9  | Khurshed Makhmudov    |     | 73' |
| TV              | 18 | Fatkhullo Fatkhuloev  |     |     |
| TV              | 63 | Manuchekhr Dzhalilov  |     |     |
| TĐ              | 10 | Manuel Rodríguez      |     | 86' |
| TĐ              | 17 | Dilshod Vasiev (c)    |     |     |
| Dự bị           |    |                       |     |     |
| TM              | 16 | Alisher Tuychiev      |     |     |
| TM              | 35 | Kurban Boboev         |     |     |
| HV              | 19 | Akhtam Nazarov        |     | 86' |
| TV              | 7  | Umedzhon Sharipov     |     |     |
| TV              | 21 | Romish Jalilov        |     |     |
| TV              | 39 | Parvizdzhon Umarbayev |     | 73' |
| Huấn luyện viên |    |                       |     |     |
| Mubin Ergashev  |    |                       |     |     |

| TM          | 1  | Farizal Marlias     | 54'   |     |
| HV          | 6  | Marcos António      |       |     |
| HV          | 7  | Aidil Zafuan        |       |     |
| HV          | 12 | S. Kunanlan         |       |     |
| HV          | 42 | Fazly Mazlan        |       |     |
| TV          | 8  | Safiq Rahim (c)     |       |     |
| TV          | 14 | Hariss Harun        |       |     |
| TV          | 21 | Jasazrin Jamaluddin |       |     |
| TĐ          | 9  | Leandro Velázquez   | 51'   | 86' |
| TĐ          | 10 | Safee Sali          | 53'   | 60' |
| TĐ          | 19 | Luciano Figueroa    |       |     |
| Dự bị       |    |                     |       |     |
| TM          | 24 | Izham Tarmizi       |       |     |
| TV          | 18 | Mahali Jasuli       |       | 60' |
| TV          | 26 | Amer Saidin         |       |     |
| TV          | 13 | Gary Steven Robbat  | 90+5' | 86' |
| TV          | 16 | Shakir Shaari       |       |     |
| TV          | 23 | S. Chanturu         |       |     |
| TĐ          | 17 | Amri Yahyah         |       |     |
| Huấn luyện  |    |                     |       |     |
| Mario Gomez |    |                     |       |     |

| Cầu thủ xuất sắc nhất trận của AFC: Safiq Rahim (Johor Darul Ta'zim) Trợ lý trọng tài: Toshiyuki Nagi (Nhật Bản) Ochi Shinji (Nhật Bản) Trọng tài thứ tư: Jumpei Iida (Nhật Bản) |